# Кетрін Гейґл
Ке́трін Ме́рі Гейґл (англ. Katherine Marie Heigl; нар. 24 листопада 1978, Вашингтон, США) — американська акторка, продюсерка та колишня модель. Найбільш знана за роль докторки Іззі Стівенс в телесеріалі «Анатомії Грей» (2005—2010) та головні ролі у фільмах «Трошки вагітна» (2007), «27 весіль» (2008), «Гола правда» (2009), «Життя, як воно є» (2010), «Кілери (фільм, 2010)» та «Старий Новий рік» (2011).
Станом на 2015 виконувала головну роль в телевізійному серіалі «Стан справ».

## Кар'єра

### Ранні роки
Народилася в Вашингтоні, округ Колумбія, в родині менеджерки з персоналу Ненсі Гейґл та фінансиста Пола Гейґла. Має сестру, яку батьки вдочерили за декілька років до народження Кетрін. Коріння Кетрін Гейґл німецьке та ірландське, вона виховувалась в Церкві Ісуса Христа Святих останніх днів.

### Ранні роботи (1986—1998)
Почала працювати моделлю в 9 років, коли тітка використала фото племінниці для реклами засобів для догляду за волоссям власного виробництва. Пізніше батьки надіслали її фото у кілька модельних агентств, і зовсім скоро Кетрін вже рекламувала сухі сніданки «Cheerios».
Дебютувала в кіно у фільмі 1992 року «Тієї ночі» (з Джулієт Льюїс і Елайзою Душку), де її помітив Стівен Содерберг і запросив на невелику роль в картину «Цар Гори». 1994 року обійшла Алісію Сільверстоун і отримала роль у фільмі «Мій батько — герой» про стосунки батька (у виконанні Депардьє) і дочки-підлітка. За цей фільм була номінована на кінопремію «Молодий актор». Пізніше виконує роль племінниці героя Стівена Сігала у фільмі «В облозі 2»", заради якої відмовилася від роботи у фільмі «Хакери» (її отримала Анджеліна Джолі). Розлучення батьків і закінчення школи в 1996 не дозволили багато часу приділяти кінокар'єрі, переважно Кетрін працювала моделлю і знімалася для молодіжних журналів, таких як «Seventeen». Але один фільм за її участю все ж вийшов в цьому році: «Загадай бажання», діснеївська комедія про життя двох несхожих сестер, які міняються тілами.
У 1997 році з матір'ю переїхала в Лос-Анджелес, що дозволило зосередитися на кіно. Цього року виходять Дублери та фільм європейського виробництва про часи короля Артура «Принц Веліант», де зіграла роль принцеси Айлін, дочки короля Артура і коханої Веліанта. Наступного року на ТБ-екрани виходить фільм «Буря» про чоловіка, змушеного з донькою втекти з власного будинку через заступництво за рабів. Також в 1998 виходять два фільми жахів — «Наречена Чакі» і «Bug Buster». «Наречена Чакі» продовження фільму про ляльку-вбивцю збирає у прокаті понад 50 млн дол.

### Сходження до слави (1999—2004)
Всесвітню популярність Кетрін Гейґл принесла роль у серіалі Розвелл (1999 р.) (номінація Академії наукової фантастики, фентезі та фільмів жахів США). Прослуховуючись на всі три жіночі ролі, в результаті отримала роль інопланетянки Ізабель Еванс, її фото стали прикрашати обкладинки таких журналів, як «TV Guide», «Maxim» і «Teen». На знімальному майданчику «Розвелл» у Гейґл зав'язались стосунки з серіальним братом Джейсоном Бером. У період роботи над «Розвелл» вона зіграла невеликі ролі в «100 дівчат» і «День святого Валентина» за оповіданням Тома Саваж (роль студентки медичної академії, яку на початку фільму вбиває маніяк).
Сезон 2000/2001 для серіалу став останнім на WB, проте канал UPN рятує франшизу і 9 жовтня 2001 третій сезон виходить на екрани США. 2001 року Гейґл бере участь у зніманні фільму «Нульова відмітка», базованого на бестселері Джеймса Мілса «Сьома влада», про студентів-фізиків, що створюють ядерну бомбу. Але у зв'язку з подіями 11 вересня 2001 року вихід фільму відклали, він з'явився тільки у 2003 році під назвою «Критична маса». «Розвелл» через низькі рейтинги закривають остаточно у 2002 році. Гейґл з'являється епізоді серіалу «Зона сутінків», де грає няню Адольфа Гітлера.
У 2003 році за головну роль у телесеріалі «Любов приходить тихо» (на каналі Hallmark Entertainment) Гейґл отримує нагороду «Характер і мораль». У цьому ж році на телебаченні виходить фільм «Зло ніколи не вмирає» (Evil Never Dies), а фільм «Тінь в темряві» (Descendant), оминаючи великі екрани, виходить відразу на DVD. У 2004 році Гейґл вирушає в Техас на знімання комедії про Паралімпійські ігри «Той, хто телефонує»; фільм вийшов успішним (прем'єра відбулася лише 23 грудня 2005 р., у прокаті фільм зібрав близько 40 млн дол.). У цьому ж році на ТБ виходить продовження телесеріалу «Любов приходить тихо» — Обітниця любові (2004). Стає відомо про нові проєкти «Дев'ятий пасажир» і «Дорога Зіззікс». Після довгого затишшя «Дорога Зіззікс» все ж вийшла на DVD у 2006, а доля фільму «Дев'ятий пасажир» не відома.

### Недавні роботи (2005—…)

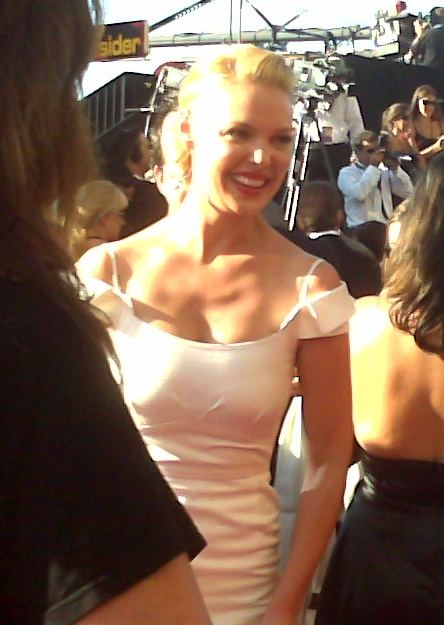
Гейґл на 59 врученні нагороди «Еммі» у 2007 р.

У 2005 на «ABC» виходить фільм «Ромі і Мішель: На початку», приквел відомого фільму «Ромі і Мішель на зустрічі випускників» з Лізою Кудров. Але головними подіями в кар'єрі 2005 року для Кетрін Гейґл, безсумнівно, стають вихід на каналі ABC 27 березня серіалу «Анатомія Грей» (спочатку серіал мав називатися «Під ножем» або «Хірурги») і прем'єра фільму «Побічні ефекти» про жінку, що будує кар'єру у фармацевтичній індустрії (цей фільм став продюсерським дебютом Кетрін).
Влітку 2006 року відбулася прем'єра романтичної комедії «Кав'ярня», фільм був представлений на Кінофестивалі Нової Англії. До вересня ходили чутки, що Гейґл не з'явиться в новому сезоні «Анатомії Грей», можливо тому, що все літо вона провела на зніманні фільму «Трішки вагітна», однак прем'єра нового, третього сезону серіалу розвіяла сумніви — акторка продовжила роботу в амплуа Іззі Стівенс. Світова прем'єра фільму «Трішки вагітна» відбулася 1 червня 2007. Фільм успішно пройшов у кінотеатрах США і окупився в перший тиждень прокату, у світі стрічка зібрала понад 175 млн. $.
16 вересня 2007 року Кетрін Гейґл здобула премію «Еммі» в категорії «Найкраща акторка другого плану в драматичному телесеріалі» за роль Іззі Стівенс. Усе літо 2007 року Кетрін Гейґл як продюсерка та акторка провела на зніманні романтичної комедії «27 весіль». В США прем'єра відбулася 10 січня 2008 року. Наприкінці липня розпочала зніматися в 4-му сезоні «Анатомії Грей». Після весільної подорожі на початку січня 2008 року, Гейґл вирушила в промо-тур на підтримку свого фільму «27 весіль». В цьому ж році визнана «Найбажанішою жінкою».
У 2009 році Гейґл виконала головну роль в комерційно успішному фільмі «Гола правда». Роком пізніше в фільмах «Кілери» та «Життя, як воно є». 2010 року приймає рішення покинути серіал «Анатомія Грей». 2011 року зіграла одну з головних ролей в романтичній комедії Гаррі Маршалла «Старий Новий рік». Останніми проєктами акторки стали фільми «Дуже небезпечна штучка» (2012), який вона також продюсувала, та комедія «Велике весілля». Намагаючись поновити кар'єру, у 2014 році Гейґл повернулась на телебачення в серйозній ролі агентки ЦРУ Чарльзтон «Чарлі» Такер в телесеріалі «Стан справ» на каналі «NBC».
В березні 2015 року відбулася прем'єра «чорної» комедії «Північ пекла» з Гейґл у головній ролі.

## Гонорари
Досягла великого комерційного успіху після фільму «Трішки вагітна», який зібрав в США $148,761,765, отримавши гонорар у розмірі $300,000. За наступні два фільми вона отримала вже по 6 мільйонів доларів за кожний, а за «Кілери» і «Життя, як воно є» по 12 мільйонів. Перейшла відмітку в 15 мільйонів за фільм «Дуже небезпечна штучка».
- «Анатомія Грей» $225 тис. (за один епізод)
- «Трошки вагітна» (2007) $300 тис.
- «27 весіль» (2008) $6 млн
- «Гола правда» (2009) $6 млн
- «Кілери» $12 млн
- «Життя, як воно є» (2010) $12 млн
- «Дуже небезпечна штучка» (2012) $15 млн

## Життєпис
В червні 2006 року Гейґл повідомила про заручини зі співаком Джошем Келлі, якого зустріла роком раніше на презентації його кліпу до пісні «Only you». Пара вирішила не жити разом до весілля, як пізніше пояснила Кетрін: «Думаю, я просто хотіла зберегти щось для самого шлюбу… Я хотіла, щоб було щось, що робило б справжній шлюб відмінним від побачень і життя разом.» Вони одружились 23 грудня 2007 року в "Парк-Сіті", штат Юта. У вересні 2009 року Гейґл і Келлі вдочерили дівчинку Ненсі Лі «Нелі» Келлі (нар. 23 листопада 2008) з Південної Кореї, де народилася сестра Кетрін. У квітні 2012 року подружжя вдочерило ще одну дівчинку, яку назвали Аделаїдою Марі Хоуп.

## Благодійництво
Кетрін Гейґл є учасницею «Coalition on Dounation», організація підтримує програму «Донорство органів і тканин». Участь Гейґл в «Coalition on Dounation» не є дивною, в 1986 році її сім'ї довелось пережити горе, коли її брата збила машина і лікарі констатували смерть мозку, батьки прийняли рішення про пожертвування органів.

## Фільмографія

### Акторські роботи
| Рік       | Назва                       | Оригінальна назва                  | Роль                                                           |
| --------- | --------------------------- | ---------------------------------- | -------------------------------------------------------------- |
| 2021      | Провулок Світлячків         | Firefly Lane                       | Таллі                                                          |
| 2017      | Мара                        | Unforgettable                      | Тесса Конновер                                                 |
| 2015      | Весілля Дженні              | Jenny's Wedding                    | Дженні Фаррелл                                                 |
| 2015      | Північ пекла                | Home Sweet Hell                    | Мона Шемпейн / Mona Champagne                                  |
| 2013      | Велике весілля              | The Big Wedding                    | Лайла Гріффін                                                  |
| 2012      | Дуже небезпечна штучка      | One for the Money                  | Стефані Плам (також продюсерка)                                |
| 2011      | Старий Новий рік            | New Year's Eve                     | Лора Керрінгтон / Lora                                         |
| 2010      | Життя, як воно є            | Life as We Know It                 | Голлі Беренсон / Holly Berenson                                |
| 2010      | Кілери                      | Killers                            | Джен Корнфельд / Jen Kornfeldt                                 |
| 2005-2010 | Анатомія Грей               | Grey's Anatomy                     | Докторка Іззі Стівенс / Dr. Izzie Stevens                      |
| 2009      | Гола правда                 | The Ugly Truth                     | Еббі Ріхтер / Abby Richter                                     |
| 2008      | 27 весіль                   | 27 Dresses                         | Джейн / Jane                                                   |
| 2007      | Трішки вагітна              | Knocked Up                         | Елісон Скотт / Alison Scott                                    |
| 2006      | Кав'ярня                    | Caffeine                           | Лаура / Laura                                                  |
| 2006      | Дорога Зіззікс              | Zyzzyx Rd                          | Марісса / Marissa                                              |
| 2005      | Той, хто телефонує          | The Ringer                         | Лінн Шерідан / Lynn Sheridan                                   |
| 2005      | Побічні ефекти              | Side Effects                       | Карлі Герт / Karly Hert                                        |
| 2005      | Ромі і Мішель: На початку   | Romy and Michele: In the Beginning | Ромі Вайт / Romy White                                         |
| 2004      | Обітниця любові             | Love's Enduring Promise            | Марті Девіс / Marty Davis                                      |
| 2003      | Грозовий перевал            | Wuthering Heights                  | Ізабель Лінтон / Isabel Linton                                 |
| 2003      | Критична маса               | Critical Assembly                  | Ейзі Гейверд / Aizy Hayward                                    |
| 2003      | Тінь в темряві              | Descendant                         | Енн Геджеров, Емілі Геджеров / Ann Hedgerow, Emily Hedgerow    |
| 2003      | Зло ніколи не вмирає        | Evil Never Dies                    | Еві / Eve                                                      |
| 2003      | Любов приходить тихо        | Love Comes Softly                  | Марті Кларідж / Marty Claridge                                 |
| 2003      | Вегас Діка                  | Vegas Dick                         |                                                                |
| 2002      | Зона сутінків (серіал)      | The Twilight Zone                  | Андре Коллінз / Andrea Collins                                 |
| 1999-2002 | Розвел (серіал)             | Roswell                            | Ізабель Еванс / Isabel Evans                                   |
| 2000      | День святого Валентина      | Valentine                          | Шеллі Фішер / Shelley Fisher                                   |
| 2000      | 100 дівчат і одна в ліфті   | 100 Girls                          | Арлен / Arlene                                                 |
| 1998      | Буря                        | The Tempest                        | Міранда Проспер / Miranda Prosper                              |
| 1998      | Наречена Чакі               | Bride of Chucky                    | Джейд / Jade                                                   |
| 1998      | Атака комах                 | Bug Buster                         | Шеннон Гріффін / Shannon Griffin                               |
| 1997      | Дублери                     | Stand-ins                          | Таффі — дублерка Ріти Гейворт / Taffy-Rita Hayworth's Stand-in |
| 1997      | Принц Веліант               | Prince Valiant                     | Принцеса Айлін / Princess Ilene                                |
| 1996      | Загадай бажання             | Wish Upon a Star                   | Алексія Вітон / Alexia Wheaton                                 |
| 1995      | В облозі 2: Темна територія | Under Siege 2: Dark Territory      | Сара Рібек / Sarah Ryback                                      |
| 1994      | Мій батько герой            | My Father the Hero                 | Ніколь / Nicole                                                |
| 1993      | Цар гори                    | King of the Hill                   | Христина Себастьян / Christina Sebastian                       |
| 1992      | Тієї ночі                   | That Night                         | Кетрін / Kathryn                                               |

### Продюсерка
| Рік  | Назва                    | Оригінальна назва  |
| ---- | ------------------------ | ------------------ |
| 2012 | Дуже небезпечна штучка   | One for the money  |
| 2010 | Життя, як ми його знаємо | Life as We Know It |
| 2009 | Гола правда              | The Ugly Truth     |
| 2005 | Побічні ефекти           | Side Effects       |